# ゆれる炎のあるマグダラのマリア
『ゆれる炎のあるマグダラのマリア』（ゆれるほのおのあるマグダラのマリア、仏: La Madeleine  à la flamme filante, 英: Magdalene with the Smoking Flame）、または『悔悛するマグダラのマリア』（かいしゅんするマグダラのマリア、仏: Madeleine pénitente）は、フランス17世紀の巨匠ジョルジュ・ド・ラ・トゥールが1638-1640年頃に制作したキャンバス上の油彩画で、画家が描いた4点の『悔悛するマグダラのマリア』のうちの1点である。1977年にロサンゼルス・カウンティ美術館に収蔵された。

## 概要
1972年にパリのオランジュリー美術館でジョルジュ・ド・ラ・トゥールの大々的な回顧展が開かれた。その結果としてボルドー近郊に住む収集家の個人コレクション中に、それ以前はル・ナン兄弟の作とされていた『マグダラのマリア』がラ・トゥールの作品と特定された。これが本作であり、後に作品には画家の署名も見つかった。質も保存状態もきわめてよいこの作品は、聖書、十字架、そして自分を打つための鞭が描かれている点でルーヴル美術館にある『灯火の前のマグダラのマリア』と似ているが、全体の仕上がりはまったく違う。人物は丸みを帯び、分散された光の効果によって、官能的でなめらかに制作されている。画家は、より厳格で簡素化された『灯火の前のマグダラのマリア』より以前に本作を描いたと思われる。
伝統的に、マグダラのマリアは暮らしていた洞窟の中で描かれるか老女の姿で描かれるが、物語的要素の欠如したこの作品では時間や場所よりも彼女の心の状態が表現されている。垂直線、または水平線の形体からなる簡素な構図のために、鑑賞者はマリアの瞑想的世界に引き込まれる。頭蓋骨、聖書、そして鞭が画面の雰囲気を形成しているが、作品の真の主題は瞑想するマリアが見つめているロウソクである。

## ギャラリー
ラ・トゥールのほかの3点の『悔悛するマグダラのマリア』

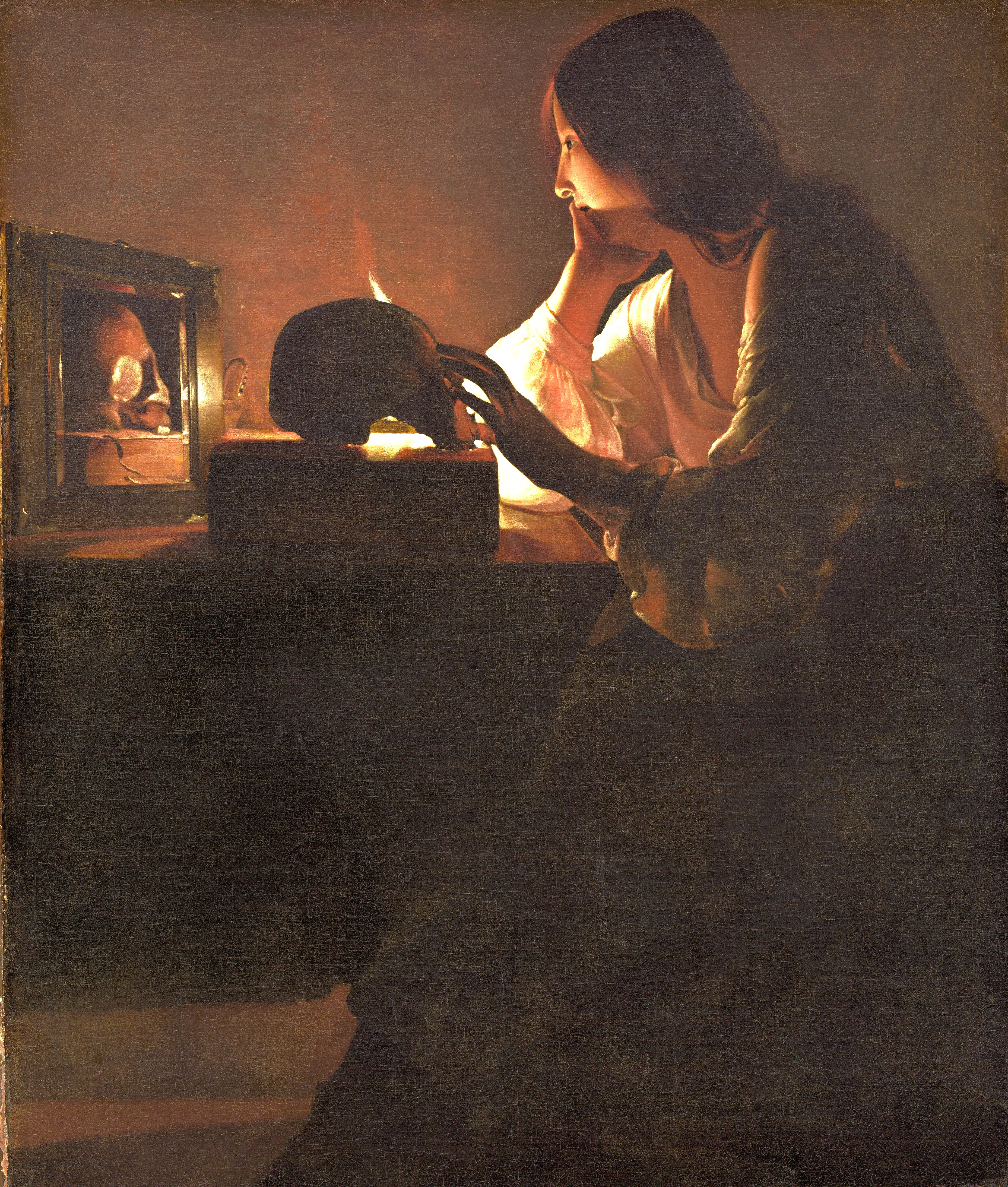
『鏡の前のマグダラのマリア』(1635-1640年)、ナショナル・ギャラリー (ワシントン)
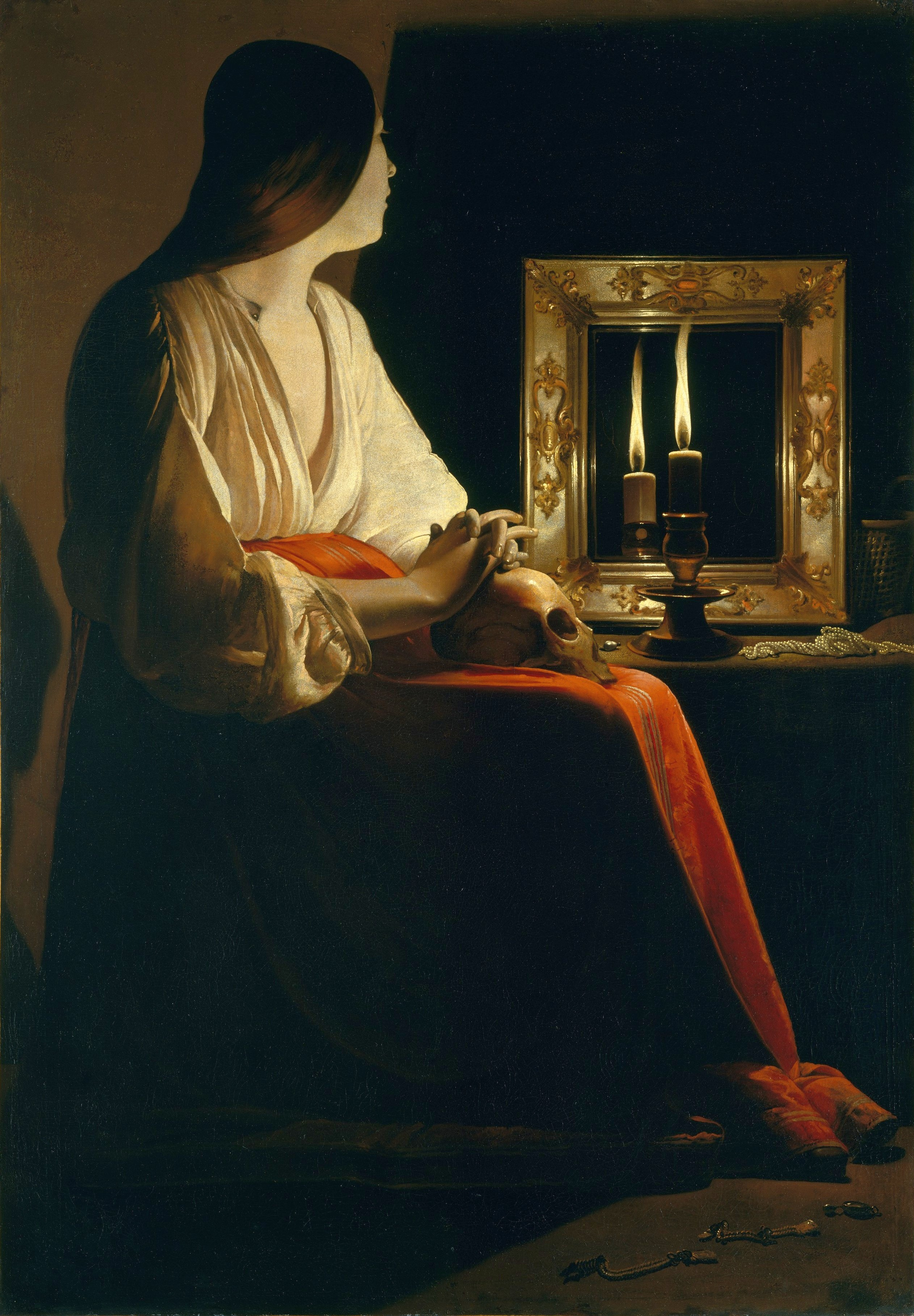
『ふたつの炎のあるマグダラのマリア』(1640年頃)、メトロポリタン美術館)、ニューヨーク
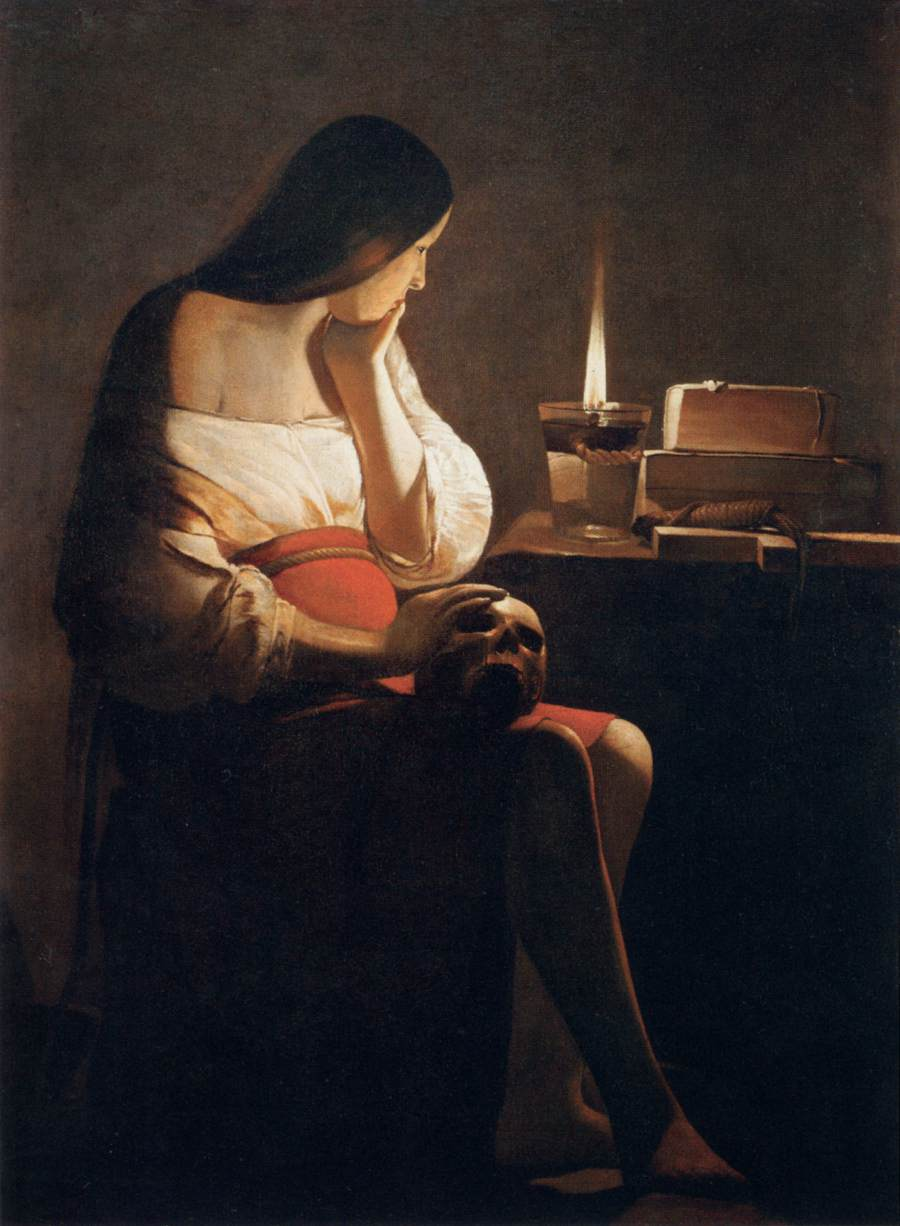
『灯火の前のマグダラのマリア』(1640年頃)、ルーヴル美術館、パリ